# 2147483647

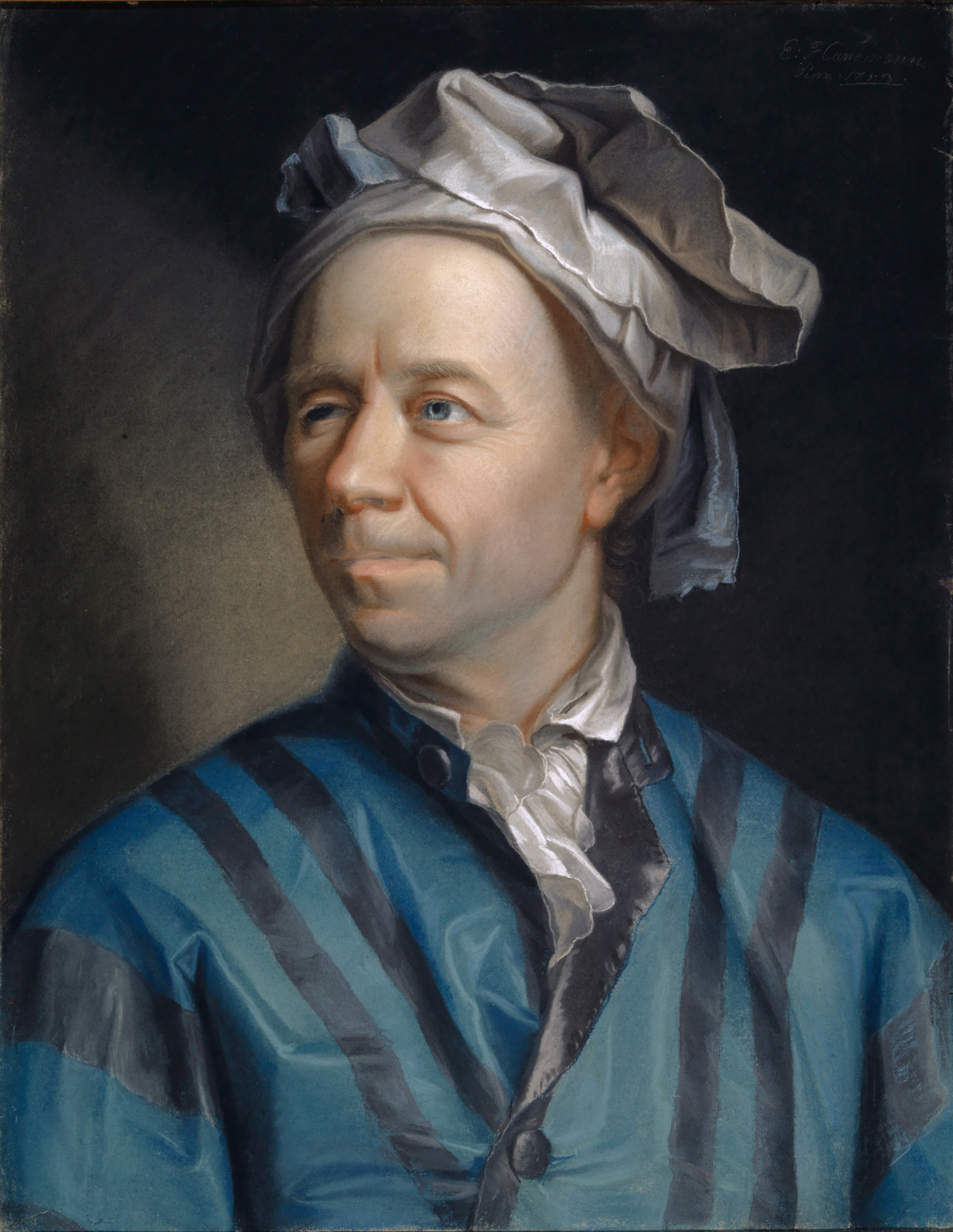
En 1772 Leonhard Euler demostró que 2147483647 es un número primo.

El número 2 147 483 647 (dos mil ciento cuarenta y siete millones cuatrocientos ochenta y tres mil seiscientos cuarenta y siete) es el octavo Número primo de Mersenne, equivalente a 231 − 1. Es uno de los cuatro números dobles de Mersenne.
La primalidad de este número fue demostrada por Leonhard Euler, quién le informó de la prueba a Daniel Bernoulli en una carta escrita en 1772. Euler usó la división por tentativa, mejorando el método de Cataldi, de modo que fueron necesarias 372 divisiones. Probablemente el número 2147483647 fue el número primo más grande descubierto hasta 1876.

## Predicción de Barlow
En 1811, Peter Barlow, no precisamente anticipándose al interés futuro de los números primos, escribió (en Una Investigación Elemental de la Teoría de los Números):
Euler acertó en que 231 − 1 = 2147483647 es un número primo; y este es el más grande actualmente conocido, y, en consecuencia, el último de los números perfectos anteriores [es decir, 230(231 − 1)], el cual depende de esto, es el mayor número perfecto conocido hasta ahora, y probablemente el más grande que jamás será descubierto; partiendo de la mera curiosidad, sin un uso provechoso, no es probable que alguna persona trate de encontrar uno más allá de éste.
Además repitió esa misma predicción en su trabajo de 1814 Un Nuevo Diccionario Matemático y Filosófico.

## 2147483647 en la computación
El número 2 147 483 647 es también el máximo valor para un entero con signo en los sistemas computacionales con arquitectura de 32 bits.  Por lo tanto es el valor máximo de las variables declaradas como int en muchos lenguajes de programación que se ejecutan en las computadoras comunes, y la puntuación máxima posible para muchos videojuegos. La aparición del número, a menudo refleja un error, una condición de desbordamiento, o un valor faltante.   Del mismo modo, "(214) 748-3647" es la secuencia de dígitos representados como un número telefónico de los Estados Unidos y es el número de teléfono más común que aparece en las páginas web.
El tipo de dato time_t, que se utiliza en sistemas operativos como Unix, es un entero de 32-bits que cuenta el número de segundos desde el inicio del tiempo Unix (medianoche UTC del 1 de enero de 1970). La última vez que se podrá representar el tiempo de esta manera es a las 03:14:07 UTC del martes 19 de enero de 2038 (que corresponde a 2 147 483 647 segundos desde el inicio de tiempo Unix), de modo que los sistemas que utilizan el time_t de 32 bits son susceptibles al problema del año 2038.